# 阿希阿加爾河
43°25′52″N 51°49′21″E / 43.43111°N 51.82250°E
阿希阿加爾河是哈薩克斯坦的河流，位於該國西南部曼吉斯套州，處於阿克套以東約40公里，河道全長150公里，流域面積15,000平方公里，河水來自融雪。

## 外部連結
- Қазақ энциклопедиясы